# Mykoplasmose der Ratte
Die Mykoplasmose der Ratte ist die häufigste Erkrankung der oberen Atemwege bei als Heim- oder Labortier gehaltenen Wanderratten. Diese Mykoplasmose wird durch Mycoplasma pulmonis, ein Bakterium aus der Gattung Mycoplasma hervorgerufen.
Die Mykoplasmose der Ratte ist eine Faktorenkrankheit. Ratten werden zumeist schon vor der Geburt im Mutterleib (intrauterin) oder unmittelbar danach mit dem Erreger infiziert. Auch eine spätere Übertragung über Aerosole und direkten oder indirekten Kontakt ist möglich. Zu einem Ausbruch der Erkrankung kommt es aber erst viel später bei Störungen des Immunsystems. Auslösende Faktoren können Stress, schlechte Haltungsbedingungen (Zugluft, hohe Ammoniakkonzentration), Fütterungsfehler oder andere Infektionskrankheiten sein.

## Klinisches Bild
Die Mykoplasmose tritt vor allem bei Ratten im zweiten Lebensjahr auf. Sie beginnt mit unspezifischen Symptomen einer Erkrankung der oberen Atemwege wie Schnüffeln, Niesen und wässrigem Nasenausfluss. Im weiteren Krankheitsverlauf sind auch die unteren Atemwege betroffen. Dann kommt es auch zu Atemnot und Störungen des Allgemeinbefindens. Durch letzteres wird auch der natürliche Putztrieb der Ratte eingeschränkt, weshalb das Fell ungepflegt aussieht und sich im nasenseitigen Augenwinkel das rötliche Sekret der Nickhautdrüse ansammelt. Dieses Sekret kann über den Tränenkanal auch die Nasenspitze rötlich verfärben. Durch Verminderung der Futteraufnahme kommt es zu einer zunehmenden Abmagerung.
Als Komplikation der Erkrankung kann eine Mittelohrentzündung mit Kopfschiefhaltung und Ataxie auftreten. Auch eine genitale Form mit Entzündung der weiblichen Geschlechtsorgane (Eierstock-, Eileiter- und Gebärmutterentzündung) und Aborten kann auftreten.
Die Diagnosestellung ist außerordentlich schwierig und muss überwiegend anhand des klinischen Bildes erfolgen. Mycoplasmen lassen sich nur schwer anzüchten, so dass bakteriologische Untersuchungen größtenteils erfolglos sind.

## Therapie
Da meist kein Antibiogramm angefertigt werden kann, muss eine Therapie mit einem Antibiotikum versucht und bei Nichtanschlagen auf ein anderes gewechselt werden. Bewährt haben sich Doxycyclin, Enrofloxacin, Tetracyclin und Erythromycin. Auf jeden Fall müssen die auslösenden Faktoren abgestellt werden, die antibiotische Behandlung allein ist nicht ausreichend.
Die Prognose ist vorsichtig, selbst bei einer erfolgreichen Behandlung bleiben die Tiere Träger des Erregers und ein Rezidiv ist möglich. Bei hochgradiger Atemnot ist die Prognose schlecht.